# Servizio pubblico federale occupazione, lavoro e dialogo sociale
Il Servizio pubblico federale occupazione, lavoro e dialogo sociale (SPF ETCS) (in francese: Service public fédéral Emploi, Travail et Concertation sociale, in olandese: Federale Overheidsdienst Werkgelegenheid, Arbeid en Sociaal Overleg, in tedesco: Föderaler Öffentlicher Dienst Werkgelegenheid, Arbeid en Sociaal Overleg) è un servizio pubblico federale del governo federale del Belgio il cui compito principale è garantire l'equilibrio tra lavoratori e datori di lavoro nel loro rapporto di lavoro. Garantisce la protezione e la promozione del benessere sul posto di lavoro e contribuisce allo sviluppo della legislazione sociale sia a livello nazionale che internazionale. È stato creato da Decreto Reale il 3 febbraio 2002, come parte dei piani del governo Verhofstadt I per modernizzare l'amministrazione federale

## Responsabilità
Le responsabilità del SPF sono le seguenti:
- preparare, promuovere e attuare la politica sui rapporti di lavoro collettivi, il sostegno alla consultazione sociale, la prevenzione e la conciliazione sociale;
- preparare, promuovere ed eseguire la politica sui singoli rapporti di lavoro;
- preparare, promuovere ed eseguire la politica sul benessere sul lavoro;
- preparare, promuovere e attuare politiche in materia di occupazione, mercato del lavoro e assicurazione contro la disoccupazione;
- preparare, promuovere e attuare la politica di parità;
- assicurare il rispetto dell'attuazione delle politiche sulle relazioni collettive e individuali, il benessere, l'occupazione e l'uguaglianza dei servizi di ispezione, che hanno un ruolo di consulenza, prevenzione e repressione;
- imporre ammende amministrative, in particolare in caso di violazione delle disposizioni regolamentari relative alle relazioni collettive e individuali, al welfare, all'occupazione e alle politiche di parità;
- sensibilizzare i diversi attori del mondo sociale ed economico all'umanizzazione del lavoro;
- approfondire l'Europa sociale.